# Basilique de Saint-Denis (stanice metra v Paříži)

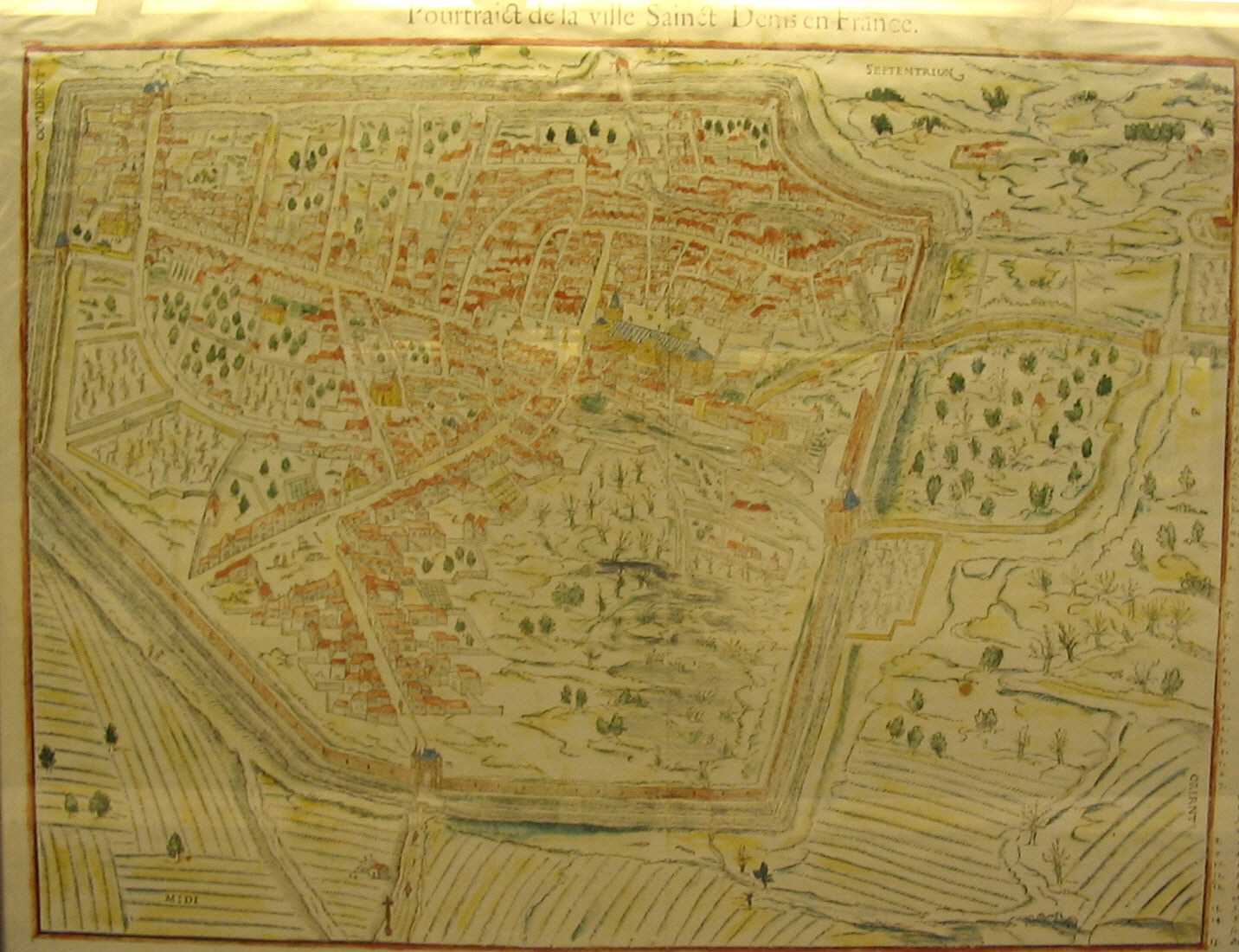
Historická mapa jako výzdoba na stanici

Basilique de Saint-Denis je nepřestupní stanice pařížského metra na severovýchodní větvi linky 13. Nachází se mimo území Paříže v centru města Saint-Denis na křižovatce Avenue Jean Moulin a Rue Edouard Vailland.

## Historie
Stanice byla otevřena 20. června 1976, kdy sem byla prodloužena linka ze stanice Carrefour Pleyel. Do 25. května 1998, než byl otevřen úsek do sousední stanice Saint-Denis – Université, sloužila jako konečná. Na konci roku 1992 zde byl umožněn přestup na tramvajovou linku T1. Od 11. března 2005 je oblast kolem stanice pěší zónou.
Výzdoba stanice odkazuje na historický charakter Saint-Denis a zdejší baziliky.

## Název
Jméno stanice je odvozeno od světoznámé Baziliky Saint-Denis, která se nachází nedaleko. Na informačních tabulích je oficiální název stanice doplněn ještě podnázvem psaným malým písmem: Hôtel de Ville neboli radnice.

## Zajímavosti v okolí
- Bazilika Saint-Denis - jedna z prvních gotických staveb a pohřebiště francouzských králů